# Xuan Trinh
Xuan Trinh (* 1936 in der Provinz Ha Nam Ninh; † 1991) war ein vietnamesischer Schriftsteller, Journalist und Dramaturg.

## Leben
Xuan Trinh wurde im Norden Vietnams geboren. Er war als Journalist tätig und arbeitete dann für den vietnamesischen Verband der Theaterschaffenden. Er verfasste Erzählungen, die er in Anthologien und Zeitschriften veröffentlichte und wirkte als Dramaturg.

## Werke (Auswahl)
- Auf langer Fahrt, Kurzgeschichte, aus dem Französischen übersetzt von Renate Brandes